# Silhouette in Red Tour
Silhouette in Red Tour —en español: Gira Silueta en rojo— fue la segunda gira de la cantante galesa Bonnie Tyler para promocionar su décimo álbum de estudio Silhouette in Red. La gira comenzó en enero de 1994 y finalizó en marzo de ramificación en doce países europeos. 

## Banda
- Batería: John Tonks
- Guitarra: Alan Darby
- Bajo eléctrico: Ed Poole
- Piano, teclado: John Young

## Fechas
| Fecha                 | Ciudad        | País            |
| --------------------- | ------------- | --------------- |
| 20 de enero de 1994   | Regensburg    | Alemania        |
| 21 de enero de 1994   | Lisctenfell   | Alemania        |
| 22 de enero de 1994   | Ravensburg    | Alemania        |
| 24 de enero de 1994   | Waldkirch     | Alemania        |
| 25 de enero de 1994   | Saarbrücken   | Alemania        |
| 37 de enero de 1994   | Erfurt        | Alemania        |
| 28 de enero de 1994   | Essen         | Alemania        |
| 30 de enero de 1994   | Hagen         | Alemania        |
| 31 de enero de 1994   | Siegen        | Alemania        |
| 1 de febrero de 1994  | Bielefeld     | Alemania        |
| 3 de febrero de 1994  | Braunschwalig | Alemania        |
| 4 de febrero de 1994  | Madgeberg     | Alemania        |
| 6 de febrero de 1994  | Hanover       | Alemania        |
| 7 de febrero de 1994  | Chemnitz      | Alemania        |
| 9 de febrero de 1994  | Stuttgart     | Alemania        |
| 10 de febrero de 1994 | Mannheim      | Alemania        |
| 11 de febrero de 1994 | Passau        | Alemania        |
| 13 de febrero de 1994 | Hamburg       | Alemania        |
| 15 de febrero de 1994 | Berlín        | Alemania        |
| 17 de febrero de 1994 | Bremen        | Alemania        |
| 18 de febrero de 1994 | Kassel        | Alemania        |
| 19 de febrero de 1994 | Frankfurt     | Alemania        |
| 21 de febrero de 1994 | Dresde        | Alemania        |
| 22 de febrero de 1994 | Múnich        | Alemania        |
| 24 de febrero de 1994 | Praga         | República Checa |
| 25 de febrero de 1994 | Ostrava       | República Checa |
| 26 de febrero de 1994 | Linz          | Austria         |
| 28 de febrero de 1994 | Bratislava    | Eslovaquia      |
| 1 de marzo de 1994    | Budapest      | Hungría         |
| 2 de marzo de 1994    | Szombathely   | Hungría         |
| 4 de marzo de 1994    | Vienna        | Austria         |
| 5 de marzo de 1994    | Graz          | Austria         |
| 6 de marzo de 1994    | Ljubljana     | Eslovenia       |
| 8 de marzo de 1994    | Feldkirch     | Austria         |
| 10 de marzo de 1994   | Zúrich        | Suiza           |
| 11 de marzo de 1994   | París         | Francia         |
| 12 de marzo de 1994   | París         | Francia         |
| 13 de marzo de 1994   | Brussels      | Bélgica         |
| 16 de marzo de 1994   | Skien         | Noruega         |
| 17 de marzo de 1994   | Oslo          | Noruega         |
| 19 de marzo de 1994   | Bergen        | Noruega         |
| 20 de marzo de 1994   | Stavanger     | Noruega         |
| 22 de marzo de 1994   | Trondheim     | Noruega         |
| 25 de marzo de 1994   | Harstad       | Noruega         |
| 26 de marzo de 1994   | Tromsø        | Noruega         |
| 28 de marzo de 1994   | Stockholm     | Suecia          |
| 29 de marzo de 1994   | Copenhague    | Dinamarca       |